# Bartók György (filozófus)
Málnási Bartók György (Nagyenyed, 1882. augusztus 3. – Budapest, 1970. november 26.) filozófus, egyetemi tanár, a Magyar Tudományos Akadémia levelező tagja (1927), rendes tag (1945).
Böhm Károly kolozsvári filozófus és egyetemi tanár iskolájának neveltje. A korszak fő áramlatát képező neokantiánus gondolkodók filozófiája jelentős hatást gyakorolt rá. Fő kutatási területe a filozófián belül: értékelmélet, filozófiatörténet, etika és etikatörténet.

## Életpályája

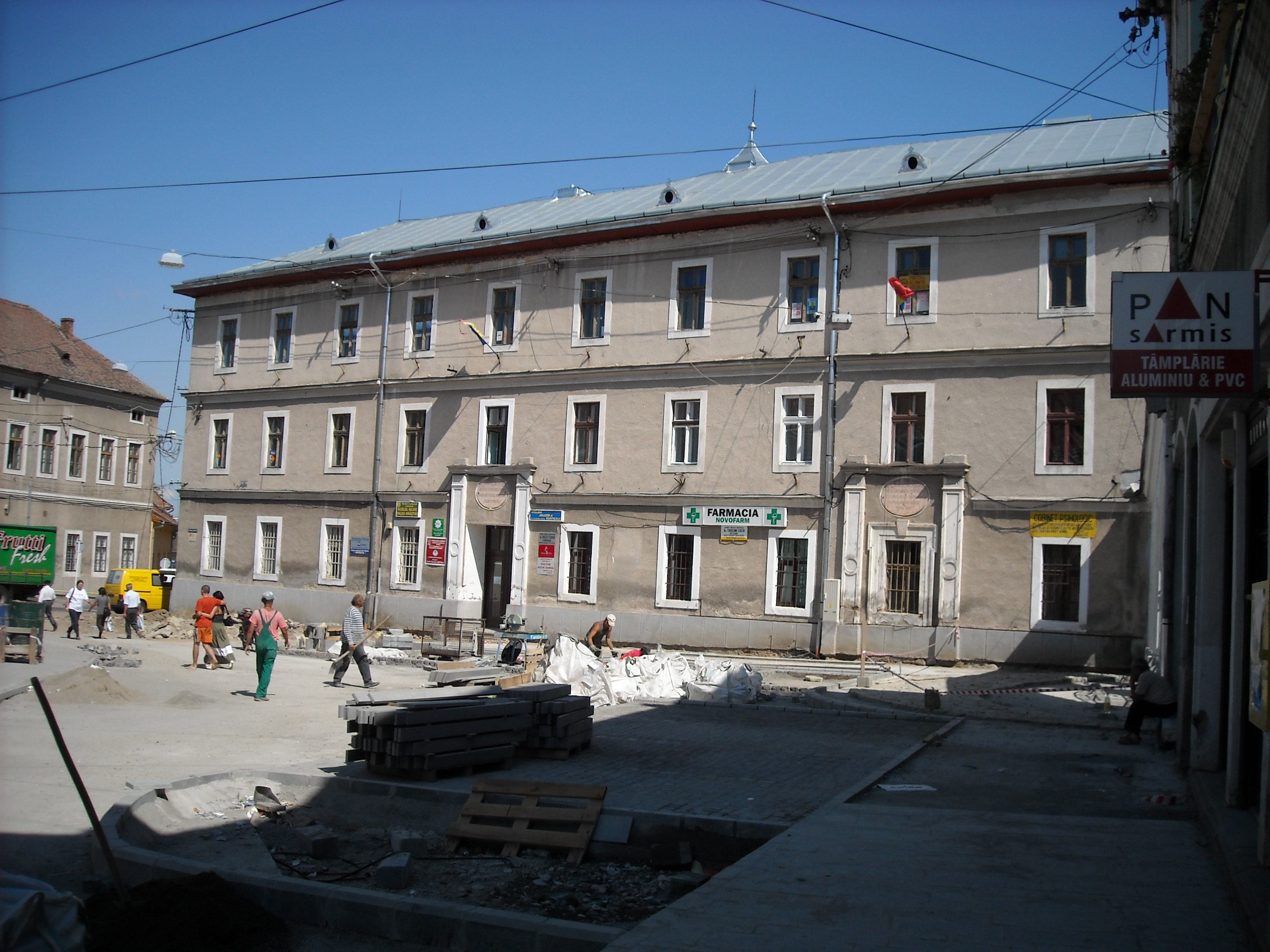
A Kuun református kollégium épülete, Szászváros

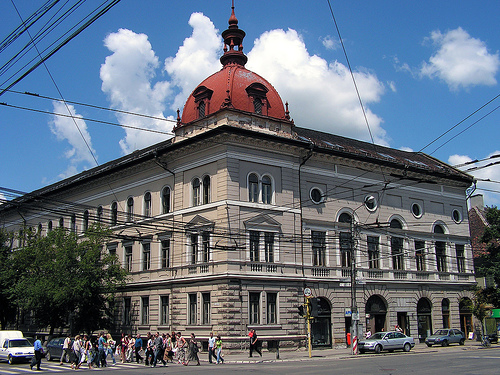
Kolozsvári Protestáns Teológiai Intézet, Kolozsvár

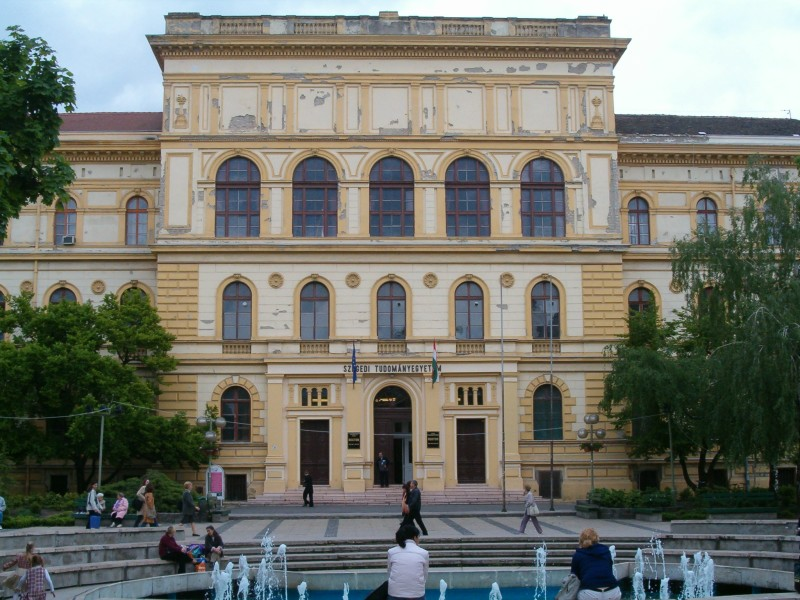
1921-től a Ferenc József Tudományegyetem épülete, ma a SZTE épülete (2009-ben felújítás alatt)

Apja, id. Bartók György nagyenyedi, majd szászvárosi református lelkész, 1899-től erdélyi püspök volt, filozófiából megszerezte a magántanári képesítést a kolozsvári egyetemen.  Fia, Málnási Bartók György atyja példáját követte. 1900-ban, a szászvárosi református kollégiumban tett sikeres érettségi vizsga után beiratkozott a kolozsvári református teológiai akadémiára, de hamarosan az egyetem filozófia szakára is. Böhm Károly előadásait hallgatta más tehetséges diáktársaival, Ravasz Lászlóval, Makkai Sándorral.
1904-ben befejezte teológiai tanulmányait, 1905-ben filozófiai tanulmányait, 1906-ban a lipcsei és a heidelbergi egyetemen tanult, 1906-ban filozófiai doktorátust, 1907-ben magyar-német szakos középiskolai tanári oklevelet szerzett. Még 1907 őszén a kolozsvári református teológiai akadémia első magántanárrá minősítette a filozófia szakcsoportban.
A nagyenyedi Bethlen Kollégiumban kezdett tanítani, közben bejárt a kolozsvári Református Teológiára magántanári óráit megtartani. Szépen haladt előre a teológusi pályán, 1908-ban  Kenessey Béla püspökké választásával megüresedett újszövetségi teológia tanszékre Bartók Györgyöt választotta meg az egyházkerületi közgyűlés. Bartókot mégis a filozófia vonzotta, 1912-ben magántanári képesítést szerzett filozófiából a kolozsvári egyetemen, s ott oktatott A morális filozófia és annak története tárgykörből.
1908-ban feleségül vette Ákontz Ilonát. 1914-ben megözvegyült. 1918-ban újból megházasodott, második felesége Stammer Vilma volt. Két házasságából három gyermeke született: Judit, Margit és György.
1917-ben sikeresen megpályázta a filozófiai tanszék tanszékvezető állását a kolozsvári egyetemen, azonban az első világháború után 1919-ben a román állam bezáratta az egyetemet. Málnási Bartók 1920-ban több tanártársával együtt próbált egy Református Tanárképző Intézetet létesíteni Kolozsvárott, a román hatóságok ezt sem engedélyezték.
1921-ben áttelepült Szegedre, saját filozófiai tanszékére. Mind az oktatás-, mind a kutatásszervezésben, kiadványok szerkesztésében élen járt. Kutatói, oktatói munkája Szegeden teljesedett ki. 1921-1940-ig állt a Filozófiai Tanszék élén.
1921-ben Málnási Bartók meghirdette Petőfi lelke: a műalkotás és a műélvezés aesthetikája c. előadását, ezen stúdiumot Dézsi Lajos, az Irodalom Tanszék vezetője is ajánlotta hallgatói számára. 1929. december 18-áig, a II. sz. Pedagógiai és Lélektani Intézet megalakulásáig a Filozófia Tanszék biztosította a tanárszakos hallgatók pszichológiai képzését, sőt az 1922/23-as tanévtől 1925. január 31-éig Málnási Bartók vezette a Pedagógiai Tanszéket is a magas életkora miatt nyugdíjba vonuló Schneller István helyett.
Málnási Bartók jeles tanítványokat nevelt, köztük Kibédi Varga Sándort, akit 1931-ben neveztek ki a budapesti egyetemre magántanárnak.
A Málnási Bartók által 1936-ban elindított Szellem és Élet c. filozófiai szakfolyóiratnak jeles tudós szerzői voltak, például Kibédi Varga Sándor, Bibó István, Tavaszy Sándor, Joó Tibor, Zolnai Béla, Ortutay Gyula, Tankó Béla, Makkai Sándor, Visy József, Tettamanti Béla.
1940–1944 között a Kolozsvárott újra megalakuló Ferenc József Tudományegyetem Filozófia Tanszékét vezette, és 1940–1941-ben ő volt az egyetem rektora. Az általa szerkesztett kiadványok is ott készültek. Várkonyi Hildebrand Dezsőnek besegített a lélektan oktatásába, mivel Várkonyira a Pedagógiai Tanszék vezetése is rászakadt. 1944-ben Budapestre menekült, 1945-ben megválasztották a Magyar Tudományos Akadémia tagjának, de még ugyanebben az évben nyugdíjazták. 1949-ben az Akadémia tanácskozó taggá minősítette vissza, így kiszorult a tudományos és közéletből. Nyugdíjas éveiben filozófiatörténettel foglalkozott.

## Emlékezete
- Magyarországon a filozófia tudományok doktori iskolája Málnási Bartók György nevét vette fel.[5]
- A Mikes International Alapítvány 2006-ban díjat alapított az egyetemes magyar filozófiai kultúra előmozdítása érdekében. A díj névadói a Kolozsvári Filozófiai Iskola két kiemelkedő alakja: Böhm Károly, a magyar filozófia megalapítója és legkiválóbb tanítványa, Málnási Bartók György.[6]

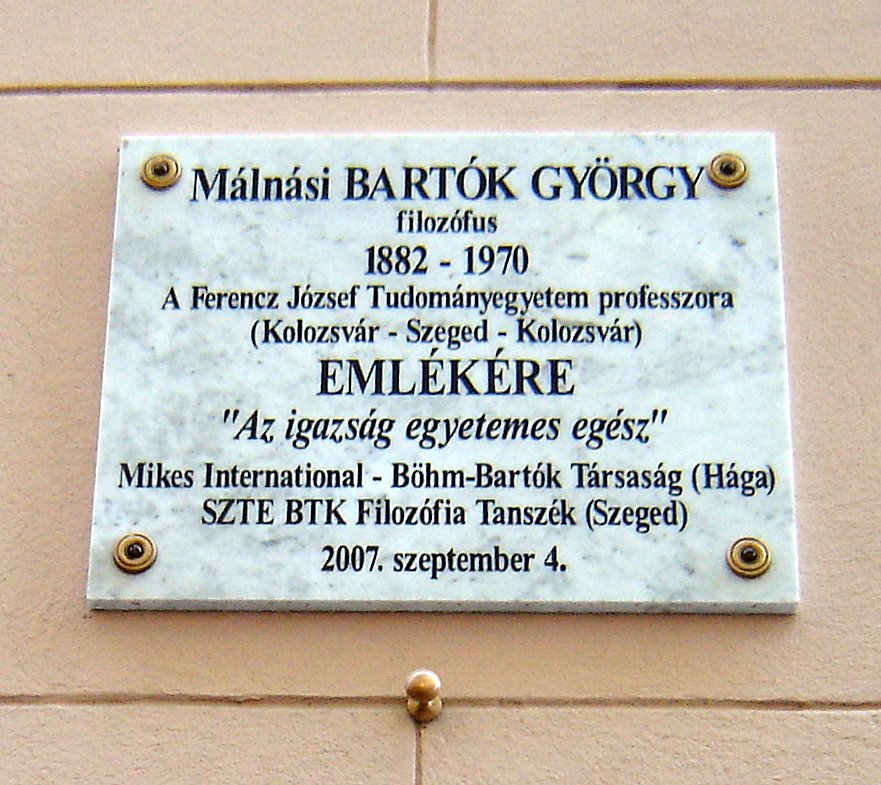
Málnási Bartók György emléktáblája SZTE BTK bejáratának közelében, (2007)

## Művei (válogatás)
- Az akaratszabadság problémája. Kolozsvár, 1906. 118 o.
- Az erkölcsi érték philosophiája. Kolozsvár - Budapest, 1911. 160 o.
- Petőfi lelke. Budapest, 1922. 70 o.
- A filozófia lényege és alapproblémái. Budapest, 1924. 5. kiad. 1947.
- Kant. Torda, 1925. 121 o.
- A régi és az új lélektan. Protestáns Szemle, 1927.
- Böhm Károly. Budapest, 1928. 166 o.; (2. kiad. Mikes International, Hága, 2003. ISBN 9080710180)
- A "rendszer" filozófiai vizsgálata. Budapest, 1928.
- Az Eszme filozófiai vizsgálata. Budapest, 1930.
- Kant etikája és a német idealizmus erkölcsbölcselete. Budapest, 1930. 335 o.
- A "szellem" filozófiai vizsgálata. Budapest, 1934.
- A metafizika célja s útjai. Budapest, 1935.
- Az erkölcsi értékeszme története. 1-2. köt. Szeged, 1935.
- A középkori és az újkori filozófia története. Budapest, 1935. XII, 466 o.; 2. kiad. Hága, Hollandia, 2002. ISBN 9080710121
- A lét bölcseleti problémája. Budapest, 1936.
- Ösztön, tudat, öntudat. Budapest, 1937.
- Ember és élet. Budapest, 1939. 260 o.
- Kierkegaard egy magyar vonatkozása. Szellem és Élet, 1943/3-4. 171. o.

## Szerkesztéseiből
- Sajtó alá rendezte Böhm Károly: Az ember és világa 4., 5. és 6. kötetét, 1912, 1928, 1942.
- Acta Universitatis Litterarum Regiae Hungaricae Francisco-Iosephinae, periodikusan megjelenő egyetemi kiadvány főszerkesztője
- Szellem és Élet (1936-1944) c. folyóirat alapítója, főszerkesztője
- Szellem és Élet Könyvtára c. könyvsorozat elindítója és szerkesztője

## Társasági tagság
- Kolozsvári Böhm Károly Társaság (alapító tag)
- Magyar Philosophiai Társaság
- Kant Gesellschaft (Halle) (választmányi tag)
- Schopenhauer Gesellschaft (választmányi tag)
- Kant emlékbizottság (Königsberg)
- Magyar Pszichológiai Társaság (választmányi tag)
- Société de Psychologie et de Psychothérapie
- Dugonics Társaság (Szeged)
- Sodalitas Amicorum Universitatis Regiae Hungaricae Francisco-Josephinae (Málnási Bartók ezen egyesület egyik szervezője, bölcsészet-, nyelv- történelemtudományi szakosztályának elnöke)